# Clonaria koenigi
Clonaria koenigi is een wandelende tak uit de familie Bacillidae. De wetenschappelijke naam van deze soort is voor het eerst voorgesteld als Leptynia koenigi door Hermann August Krauss in een publicatie uit 1892.
De soort komt voor in Tunesië.